# 줌바밍
줌바밍(Zoombombing)은 화상 회의에 원치 않게 침입해 방해하는 행위이다. 이 용어는 2020년에 코로나19 범유행으로 인해 많은 사람들이 집에 머물고 기업, 학교 및 사회 단체에서 대규모로 화상 회의가 이루어지면서 대중화되었다. 이 용어는 줌 비디오 커뮤니케이션 프로그램의 이름에서 파생되었지만 플랫폼과 관련없이 이런 현상 자체를 나타내는 용어로 사용되고 있다.

## 배경
프로그램의 무료 버전을 대면 회의의 대안으로 사용하면서 발생한 줌 사용의 증가는 해커들이나 인터넷 트롤들이 프로그램의 보안 기능을 악용하거나 우회하는 것을 광범위하게 노출시키게 했다. 사람들은 줌 회의를 방해하기 위해 디스코드나 레딧과 같은 다양한 포럼에서 협력했고, 어떤 트위터 계정은 회의에 참여하기 위한 비밀번호를 홍보하기까지 했다. 교육기관에서, 학생들은 수업을 재미있게 만들기 위해 적극적으로 낯선 사람에게 가상 교실의 줌 폭격을 요청하고 공격자와 암호를 공유하여 공격을 용이하게 했다. CNET은 단순히 구글에 Zoom.us를 검색하기만 해도 누구나 참가할 수 있는 수많은 회의를 볼 수 있다고 지적했다. 또한, 공개 페이지 내의 링크를 통해 누구나 참여할 수 있다.
줌 회의가 진행되는 동안, 처음 보는 사용자가 나타나 음란하거나 인종 차별적, 반유대주의적인 내용을 말하거나 보여줘 회의를 장악하곤 했다. 그렇게 공격당한 줌 회의는 보통 강제종료된다. 회의 방해에 성공한 사람들은 이런 사건의 동영상을 TikTok이나 유튜브와 같은 동영상 공유 플랫폼에 게시했다. 줌 뿐만 아니라, 화상 회의 소프트웨어 HouseParty를 통해서도 넷플릭스를 해킹할 수 있다고 알려졌다.

## 반응
줌 폭격은 처음 보는 참가자가 음란한 내용을 게시해서 학교와 교사들에게 많은 문제를 일으켰다. 일부 학교는 화상 회의 사용을 완전히 금지해야 했다. 2020년 3월 노르웨이의 한 학교에서는 한 남자가 화상 회의 시스템에 로그인하여 성적으로 노골적인 내용의 동영상을 공유하는 일이 발생하여, 학교는 사용 프로그램을 Microsoft 팀즈로 전환했다. 서던 캘리포니아 대학은 줌 폭격을 트롤링의 한 종류라고 말하고 강의와 학습을 방해하는 악랄한 사건에 대해 유감을 표했다.
미국 연방수사국(FBI)은 “줌 폭격”이라고 불리는 화상 회의와 온라인 교실 장악을 경고했다. FBI는 화상 회의 소프트웨어 사용자에게 회의를 비공개로 유지하고 특정 사람만 접근할 수 있도록 하기 위해 비밀번호 또는 대기실과 같은 접근 제한을 요구하도록 권고했다. 또한 온라인 회의 주최자만 화면 공유를 할 수 있도록 할 것을 제안했다. ESET는 줌 폭격에 대해 보고하면서, 개인 회의의 경우 사용자가 무료 화상 회의 소프트웨어에 대해 경각심을 가져야 한다고 경고했다. 자칭 기술 전문가인 브루스 슈나이어는 줌의 여러 가지 문제와 시사점을 언급했다.
줌 폭격 사건의 수를 고려해보고, 뉴욕의 법무 장관은 줌의 개인 정보 보호 및 보안 정책에 대해 의문을 제기했다. 줌은 공식 성명서에서 "우리는 이러한 문제에 대해 뉴욕 법무 장관이 언급해준 것에 감사하며 요청된 정보를 제공하게 되어 기쁘다.”라고 답했다. 미국 상원의 원인 섀러드 브라운(D-OH)은 사용자 개인 정보 보호 및 보안에 대한 기만적인 관행에 대해 줌을 비난하며 연방거래위원회에 줌에 대한 조사를 요청했다.
여러 조직에서 줌 폭격에 대한 우려로 줌 사용을 금지했다. 구글은 모든 근로자의 랩톱 컴퓨터에서 줌 사용을 금지했다. 줌이 금지된 다른 업체로는 스페이스X와 Smart Communications가 있다. NASA, 독일 외무부, 미국 상원 및 호주 국방군와 같은 정부 기관들도 줌을 금지했다. 대만과 캐나다 정부는 정부에서의 모든 줌 사용을 금지했다. 뉴욕시 교육청은 모든 교사에게 학생과 함께 플랫폼을 사용하는 것을 금지했고, 라스베이거스의 클락 카운티 학군은 안전 및 보안 문제를 이유로 직원들이 줌을 사용하지 못하게 했다. 싱가포르의 교육부는 발생한 매우 심각한 사건으로 추가 보안 기능이 있음에도 불구하고 국가 내의 모든 교사에 대해 줌 사용을 금지했다가 3일 후 금지를 해제했다.
줌의 CEO인 에릭 위안은 회사가 새로운 사용자의 갑작스런 유입에 대해 준비가 되어 있지 않았으며 "이것은 실수이자 교훈이 되었다"고 말하면서 공개 사과를 했다. 또, 줌은 이러한 유형의 사고를 피하는 방법에 대한 가이드를 블로그에 게시했다. 2020년 4월 7일, Zoom은 프로그램에 대한 사용자 경험 및 보안 업데이트를 시행했다. 이 업데이트에는 사용자가 더 눈에 잘 띄는 보안 아이콘, 회의 ID 수 제한, 그리고 비밀번호와 회의 대기실을 필요하게 하는 기본 설정의 변경이 포함되었다.
미국에서는 정부가 줌 폭격에 가담한 사람들을 기소할 수도 있다. 4월 8일에, 코네티컷주 매디슨의 청소년이 다니엘 핸드 고등학교의 온라인 수업과 관련된 줌 폭격 사건으로 컴퓨터 범죄, 음모, 치안방해의 혐의로 체포되었고, 경찰은 사건과 관련된 또 다른 청소년을 확인했다.

## 같이 보기
- 포토봄